# Návrat do budoucnosti (filmová série)

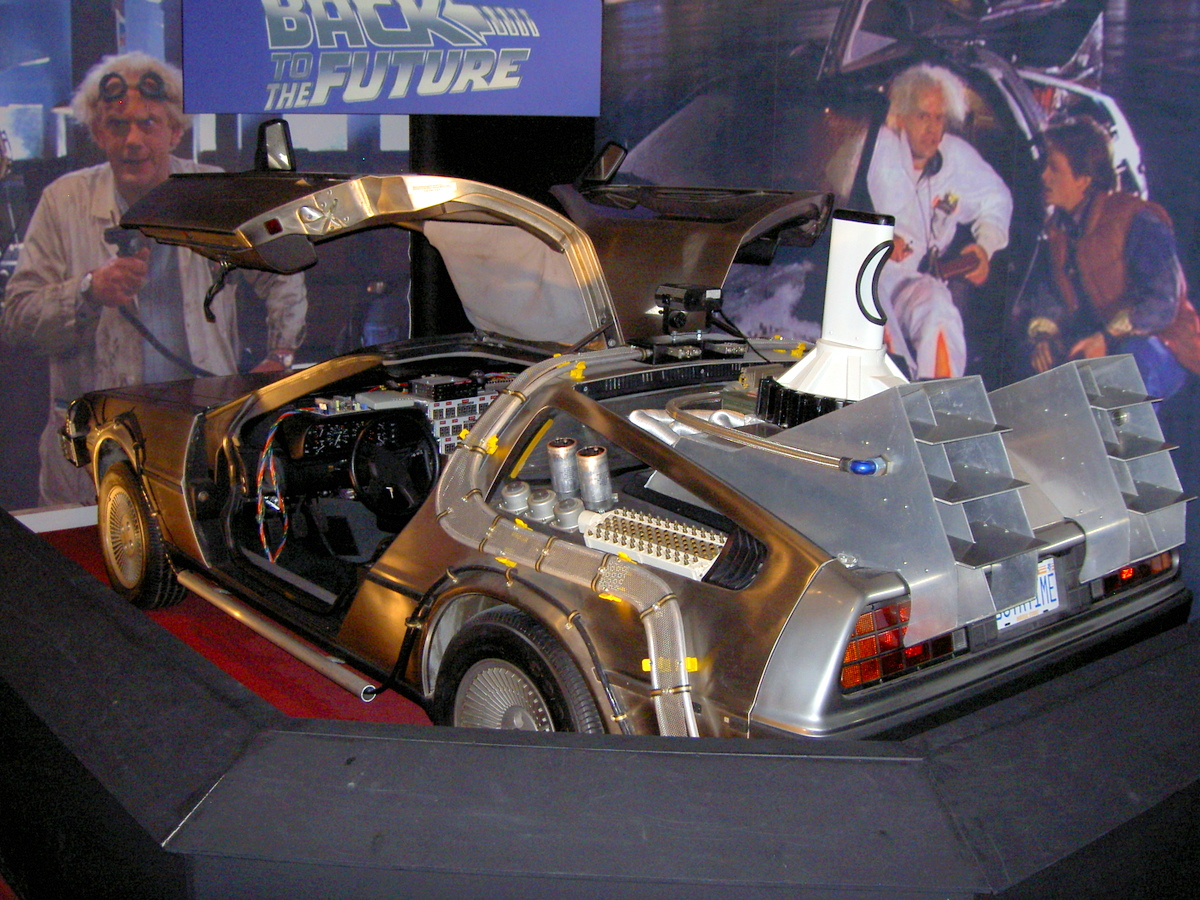
De Lorean DMC-12, který v trilogii Návrat do budoucnosti slouží jako stroj času

Návrat do budoucnosti je americká filmová trilogie z let 1985–1990. Autoři příběhu filmu jsou Steven Spielberg a Robert Zemeckis, který celou sérii režíroval.
Film se stal legendárním, zpopularizoval vědecké termíny jako je například časový paradox a vysvětlil základní problémy s cestováním v čase veřejnosti.

## Filmy
- Návrat do budoucnosti
- Návrat do budoucnosti II
- Návrat do budoucnosti III
- Doktor Brown zachraňuje svět (2015, krátký film)

## Příběh
Trochu excentrický vědec Emmett Brown vynalezne zařízení známé jako proudový kapacitátor, který umožňuje cestu v čase. Aby ji ale mohl uskutečnit, umístí jej do automobilu DeLorean DMC-12. S pomocí Martyho McFlye, středoškolského studenta cestuje časem, a to jak do minulosti – do roku 1955, tak i do budoucnosti (2015) a dokonce i do 19. století, do roku 1885. Celá série se odehrává ve fiktivním městečku Hill Valley, v Kalifornii v roce 1985.

## Obsazení
| Michael J. Fox                    | Marty McFly, Marty McFly Junior, Seamus McFly |
| Christopher Lloyd                 | Dr. Emmet Brown                               |
| Thomas F. Wilson                  | Biff Tannen, Griff Tannen                     |
| Lea Thompson                      | Lorraine Baines                               |
| James Tolkan                      | ředitel školy Strickland                      |
| Claudia Wells, Elisabeth Shue     | Jennifer Parker                               |
| Chrispin Glover, Jeffrey Weissman | George McFly (Martyho otec)                   |